# Quintanar de la Sierra
Quintanar de la Sierra és un municipi de la província de Burgos, a la comunitat autònoma de Castella i Lleó.

## Demografia
| 1991 | 1996 | 2001 | 2004 |
| ---- | ---- | ---- | ---- |
| 2482 | 2220 | 2026 | 1896 |

## Administració
| Període      | Nom de l'alcalde/-essa                 | Partit polític | Data de possessió |
| ------------ | -------------------------------------- | -------------- | ----------------- |
| 1979 - 1983  | Dionisio Santamaria                    | ?              | 19/04/1979        |
| 1983 - 1987  | Julio Víctor Pascual Abad              | PSOE           | 28/05/1983        |
| 1987 - 1991  | Julio Víctor Pascual Abad              | PSOE           | 30/06/1987        |
| 1991 - 1995  | Julio Víctor Pascual Abad              | PSOE           | 15/06/1991        |
| 1995 - 1999  | Isaias Pascual i J. Anastasio Palacios | PP             | 17/06/1995        |
| 1999 - 2003  | Julio Víctor Pascual Abad              | PSOE           | 03/07/1999        |
| 2003 - 2007  | David de Pedro Pascual                 | PP             | 14/06/2003        |
| 2007 - 2011  | David de Pedro Pascual                 | PP             | 16/06/2007        |
| 2011 - 2015  | Montserrat Ibañez Barcina              | PP             | 11/06/2011        |
| 2015 - 2019  | n/d                                    | n/d            | 13/06/2015        |
| 2019 - 2023  | n/d                                    | n/d            | 15/06/2019        |
| Des del 2023 | n/d                                    | n/d            | 17/06/2023        |

## Personatges il·lustres
- Gonzalo Martínez Díez, clergue i medievalista espanyol.